# Platytroctes apus
Platytroctes apus is een straalvinnige vissensoort uit de familie van glaskopvissen (Platytroctidae). De wetenschappelijke naam van de soort is voor het eerst geldig gepubliceerd in 1878 door Günther.

## Kenmerken
Deze vissen hebben een bladvormig, zijdelings afgeplat lichaam met kleine borstvinnen en een achterstandige, kort bij de staart staande rugvin. Boven de borstvin bevindt zich een klier, die een lichtgevende vloeistof afscheidt, die een groene wolk in het water vormt. Deze dient om de vis te helpen ontsnappen bij een aanval van roofvissen.

## Leefwijze
Het voedsel van deze vis bestaat uit plankton, dat hij met zijn lange kieuwzeefborstels uit het water filtert.

## Verspreiding en leefgebied
Deze soort komt voor in het noordelijke deel van de grote wereldzeeën.